# پیتر ون در هیدن
پیتر ون در هیدن (انگلیسی: Peter Van Der Heyden؛ زادهٔ ۱۶ ژوئیهٔ ۱۹۷۶) یک بازیکن فوتبال اهل بلژیک است که در حال حاضر فاقد تیم است.
وی همچنین در تیم ملی فوتبال بلژیک بازی کرده و برای این تیم در جام جهانی فوتبال ۲۰۰۲ به میدان رفته است.